# Gabriele Hammelrath
Gabriele Hammelrath (* 10. März 1953 in Leverkusen) ist eine deutsche Pädagogin und Politikerin (SPD). Sie war von 2012 bis 2022 Abgeordnete im Landtag von Nordrhein-Westfalen.

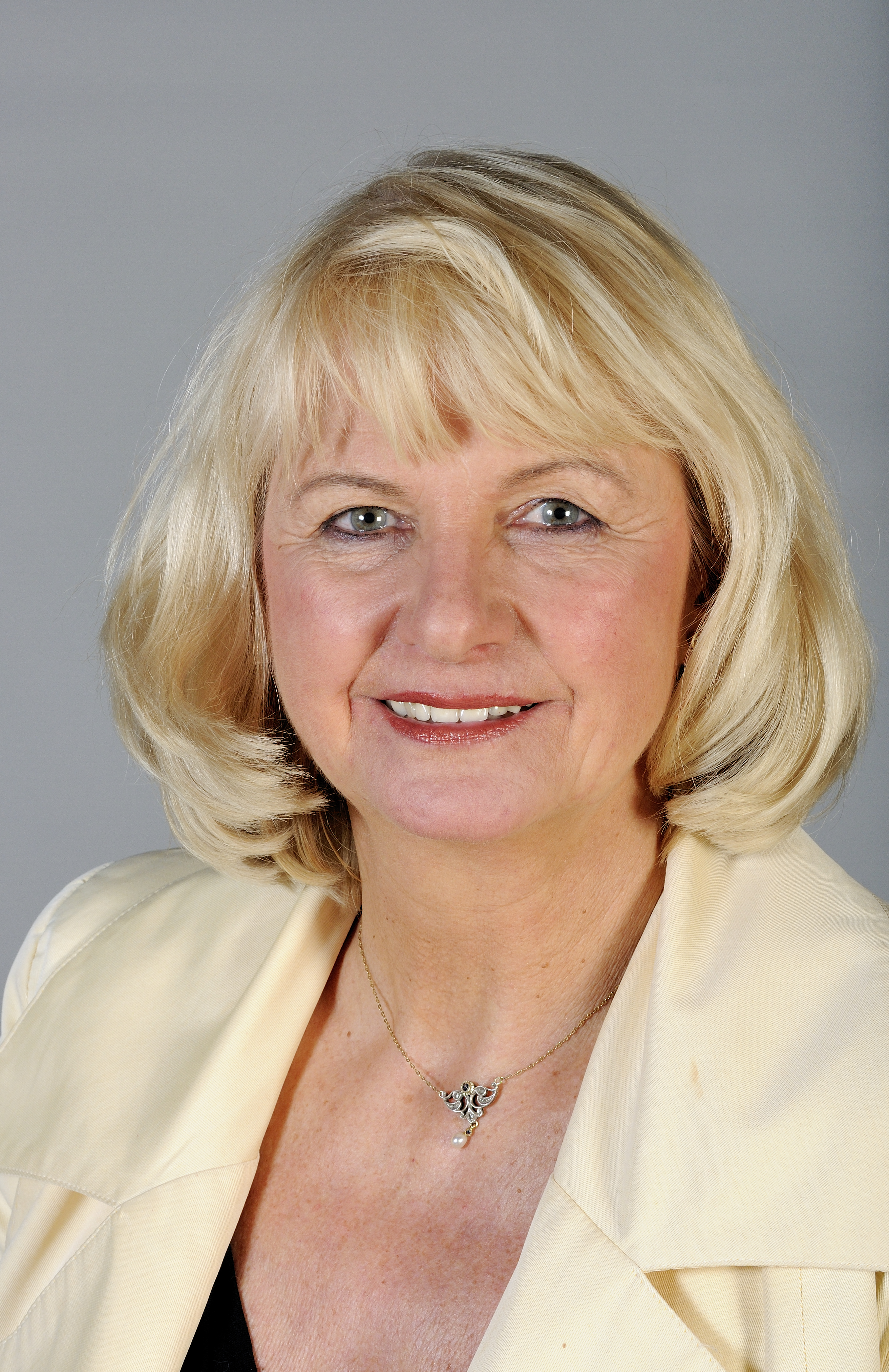
Gabriele Hammelrath (2013)

## Biografie
Nach dem Abitur an der Marienschule Opladen im Jahr 1971 studierte Gabriele Hammelrath Pädagogik, Psychologie und Soziologie an der Universität Köln mit Abschluss als Diplom-Pädagogin. Die Diplomarbeit befasste sich mit dem Thema der Ehe in der Industriegesellschaft. In den Jahren 1980 bis 1985 arbeitete sie in einer Unternehmensberatung im Bereich Personal, Organisation und Marketing. Seit 1985 war sie an der Volkshochschule Köln tätig, von 2005 bis zum 31. Mai 2012 als Leiterin des Amts für Weiterbildung der Stadt Köln.
Sie ist verheiratet, hat eine Tochter und wohnt mit ihrer Familie in Köln-Ehrenfeld.

## Politik
Seit 1976 ist sie Mitglied der Gewerkschaft ÖTV, heute ver.di. Seit 1978 ist sie Mitglied der SPD. In dieser Zeit war sie sieben Jahre lang SPD-Ortsvorsitzende in Köln-Ehrenfeld. Sie war acht Jahre Unterbezirksvorsitzende der Arbeitsgemeinschaft sozialdemokratischer Frauen (ASF) in Köln. Seit 2007 ist sie stellvertretende SPD-Unterbezirksvorsitzende in Köln. Bei den Landtagswahlen in Nordrhein-Westfalen 2012 und 2017 gewann sie das Direktmandat im Wahlkreis Köln III. Vom 31. Mai 2012 bis zum 31. Mai 2022 war sie Abgeordnete des Landtags Nordrhein-Westfalen. Sie war Mitglied mehrerer Landtagsausschüsse. 2013 wurde Hammelrath als stellvertretendes Mitglied der NRW-Verfassungskommission berufen, die sich am 19. November 2013 konstituierte und sich der Reform der nordrhein-westfälischen Verfassung widmete.